# Panthera tigris oxygnatha
Panthera tigris oxygnatha es una subespecie extinta de tigre (Panthera tigris), un mamífero carnívoro de la familia Felidae que vivió en lo que hoy es Indonesia durante el Pleistoceno inferior, hace 1,66 millones de años. Sus fósiles han sido descubiertos en las localidades de Sangiran (Sumatra) y Kendung Brubus (Java).